# Jag har hört om Herren Jesus hur han gick på stormigt hav
Jag har hört om Herren Jesus hur han gick på stormigt hav är en sång med text från 1895 av fru S Z Kaufmann och som sjungs till en melodi av William Augustus Ogden. Texten översattes till svenska 1986 av Christer Hultgren. Refrängen som börjar "Han är likadan i dag" har bland annat använts i filmen Kyrkoherden (1970).

## Publicerad i
- Musik till Frälsningsarméns sångbok 1907 som nr 280
- Frälsningsarméns sångbok 1929 som nr 14 under rubriken "Frälsningssånger - Frälsningen i Kristus".
- Segertoner 1930 som nr 83.
- Förbundstoner 1957 som nr 73 under rubriken "Guds uppenbarelse i Kristus: Jesu person och verk".
- Segertoner 1960 som nr 82.
- Frälsningsarméns sångbok 1968 som nr 47 under rubriken "Frälsning".
- Segertoner 1988 som nr 588 under rubriken "Att leva av tro - Helande till kropp och själ".[1]
- Frälsningsarméns sångbok 1990 som nr 348 under rubriken "Frälsning".
- Sångboken 1998 som nr 58.